# Budova Čínské ústřední televize
Budova Čínské ústřední televize v Pekingu je architektonicky unikátní stavbou z dílny architektů Rema Koolhaase a Ole Scheerena ze studia Office for Metropolitan Architecture (OMA). Budova má tvar dvou spojených věží ve tvaru L. Nabízí podlahovou plochu 473 000 metrů čtverečních. Zprovozněna byla roku 2008. Měří 234 metrů a má 51 podlaží. V roce 2013 získala stavba ocenění pro nejlepší výškovou budovu od Council on Tall Buildings and Urban Habitat v Chicagu. U obyvatel Pekingu si však popularitu nezískala, přezdívá se jí obvykle „trenýrky“.